# Ronde zonnedauw
Ronde zonnedauw (Drosera rotundifolia) is een vleesetende plant uit de zonnedauwfamilie (Droseraceae).
De soort staat op de Nederlandse Rode lijst van planten als algemeen voorkomend, maar zeer sterk afnemend. In Nederland is de plant vanaf 1 januari 2017 niet meer wettelijk beschermd.

## Vleesetende plant
De plant vangt kleine insecten (voornamelijk vliegen) en spinnen. Het doet dit door middel van bladeren die voorzien zijn van tentakels, klierharen waarop aan het uiteinde een druppeltje kleverige afscheiding zit (de dauw). Als een vliegje op het blad landt, kleeft het vast. Het blaadje rolt zich vervolgens langzaam op om de prooi te verteren.

## Voorkomen
Zoals veel vleesetende planten komt zonnedauw voor in moerasgebieden op zeer natte, oligotrofe tot meso-oligotrofe standplaatsen, meestal op of vlak naast veenmossen. De plantjes zijn maar enkele centimeters groot en worden gemakkelijk over het hoofd gezien.
Door het verdwijnen van zijn biotoop is zonnedauw in Nederland zeldzaam.
Er bestaan nog enkele soorten zonnedauw, waarvan er twee ook in Nederland voorkomen, nl. de kleine zonnedauw (Drosera intermedia) en de lange zonnedauw (Drosera anglica). De laatste is in Nederland nog veel zeldzamer, omdat hij vooral gedijt in venen met opstijgend mineraalrijk water.

## Syntaxonomie
Ronde zonnedauw staat te boek als kensoort voor de klasse van hoogveenbulten en natte heiden (Oxycocco-Sphagnetea).
Ook is het een indicatorsoort voor het vochtig heischraal grasland, een karteringseenheid in de Biologische Waarderingskaart (BWK) van Vlaanderen en het Brussels Hoofdstedelijk Gewest met als code 'hmo'.

## Gebruik
De plant werd in de fytotherapie gebruikt bij problemen aan de ademhalingswegen. Ook zou hij verzachtend werken bij spierkramp en urine-afdrijvend zijn. In de reguliere geneeskunde wordt van de plant geen gebruik gemaakt. Er zijn geen onderzoeken bekend die deze geclaimde werkingen ondersteunen. Daarentegen is er wel enig bewijs (in vitro) voor een anti-inflammatoir (ontstekingremmend) effect en een antispasmodisch effect (op krampen van gladde spieren). De zeldzaamheid van de plant in Nederland maakt praktische toepassing hiervan echter onmogelijk. Per behandeling zou een vindplaats moeten worden uitgeroeid. De grondlegger van de homeopathie, Samuel Hahnemann, beschreef Drosera rotundifolia in Materia Medica Pura.